# Dhrol (stato)
Lo Stato di Dhrol fu uno stato principesco del subcontinente indiano, avente per capitale la città di Dhrol.

## Storia
Lo stato di Dhrol venne fondato nel 1595 da Jam Hardholji, uno dei fratelli di Jam Rawal, fondatore dello stato di Nawanagar. La famiglia reale apparteneva alla dinastia Jadeja dei Rajput che pretendevano di essere discendenti di Shri Krishna, Dwarkadhish o 're di Dwarka'.
Lo stato di Dhrol divenne un protettorato britannico dal 1807. La popolazione dello stato venne decimata dalla carestia indiana del 1899–1900, venendo ridotta dai 27.007 abitanti del 1891 a 21.906 abitanti del 1901. L'ultimo regnante dello stato di Dhrol, il thakur sahib Chandrasimhji Dipsinhji, siglò l'ingresso nell'Unione Indiana il 15 febbraio 1948.

## Governanti

### Thakur Sahib
- 1595 - ....                Hardholji
- .... - ....                Jasoji Hardolji
- .... - ....                Bamanyanji Jasoji
- .... - ....                Hardholji Bamanyanji I
- .... - 1644                Modji Hardholji
- 1644 - 1706                Kaloji I Panchanji
- 1706 - 1712                Junhoji I Kaloji
- 1712 - 1715                Ketoji Junoji
- 1715 - 1716                Kaloji II Junoji                   (m. 1716)
- 1716 - 1760                Vaghji Junoji
- 1760 - 1781                Jaysimhji I Vaghji
- 1781 - 1789                Junoji II Jaysimhji
- 1789 - ....                Nathoji Junoji
- .... - 1803                Modji Nathoji
- 1803 - 1844                Bhuptasimhji Modji
- 1845 - 1886                Jaysimhji II Bhuptasimhji          (n. 1824 - m. 1886)
- 26 ottobre 1886 – 31 luglio 1914  Harisimhji Jaisimhji               (n. 1846 - m. 19..)
- 2 settembre 1914 – 31 agosto 1937  Daulatsimhji Harisimhji            (n. 1864 - m. 1937)
- 31 agosto 1937 - 1939         Jorawarsimhji Dipsinhji            (n. 1910 - m. 1939)
- 10 ottobre 1939 – 15 agosto 1947  Chandrasinhji Dipsinhji            (n. 1912 - m. ....)